# Valfurva
Valfurva (Forba in dialetto valtellinese) è un comune italiano sparso di 2 434 abitanti della provincia di Sondrio in Lombardia, all'interno della Comunità montana Alta Valtellina, nel cuore del Parco nazionale dello Stelvio, il più orientale della provincia, con sede municipale nella frazione di San Nicolò.

## Geografia fisica
Il territorio del comune si apre a oriente della conca di Bormio, addentrandosi per circa 25 chilometri nel gruppo alpino dell’Ortles-Cevedale, con l'omonima valle percorsa dal Frodolfo, ricca di boschi e acque. A Santa Caterina confluisce da sud la Val di Gavia, mentre a oriente appare il grandioso anfiteatro di vette, tutte oltre i 3500 m s.l.m., che dal Tresero al Cevedale racchiude il più esteso ghiacciaio vallivo delle Alpi italiane, il Ghiacciaio dei Forni.

## Storia

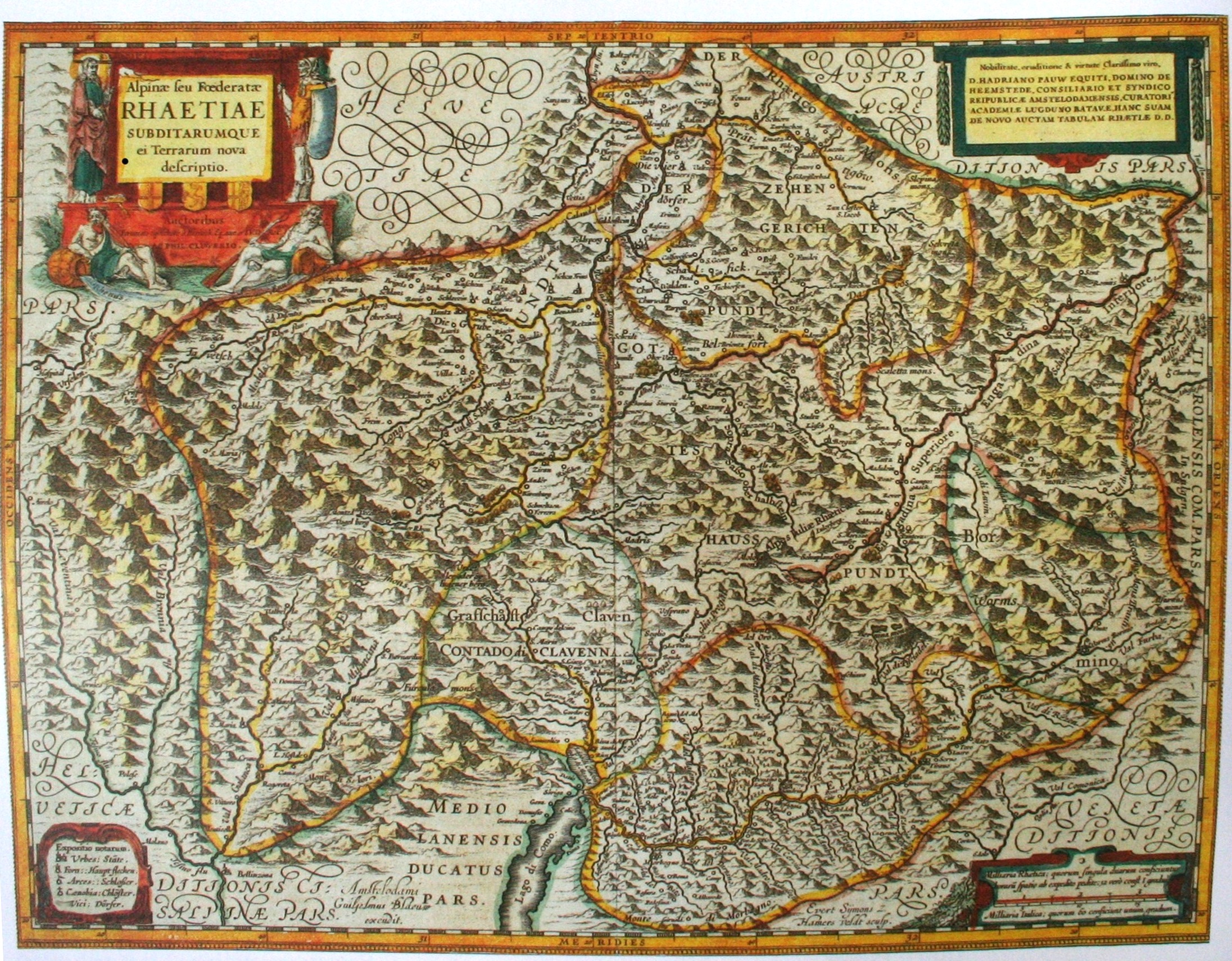
La Val Furba in una mappa del 1618, parte del Contado di Bormio.

Nel XIV e XV sec. Valfurva costituisce un importante punto di transito che, attraverso la valle del Gavia, mette in comunicazione la Repubblica di Venezia e la Contea di Bormio, favorendo così lo sviluppo di proficui rapporti commerciali. Nel corso dei secoli Valfurva segue la storia e il destino della Magnifica Terra, la piccola repubblica autonoma di Bormio che ha saputo mantenere e accrescere nei secoli una fiorente attività commerciale.
Santa Caterina Valfurva diventa una famosa località termale a partire dal XVII secolo, grazie alle fonti di acqua ferruginosa scoperte nel 1698 dal parroco don Baldassare Bellotti. Le sorgenti che sgorgano dal sottosuolo sono due: la sorgente di acqua solforosa, ricca di zolfo, e la sorgente di akua forta, impregnata di ferro e dal sapore acidulo e piccante. Si tratta di un’acqua dalle notevoli proprietà terapeutiche la cui fama supera ben presto i confini della valle; in numerosi accorrono dai passi Mortirolo e Gavia, soprattutto nobili e aristocratici che giungono in valle a bordo di diligenze.
Lentamente il paese comincia a trasformarsi e diventare più ospitale; la sorgente viene abbellita e per proteggerla viene costruito un insolito padiglione di legno in stile gotico, un'opera molto diversa dalle tipiche costruzioni montane. Nel 1835 viene aperto a Santa Caterina Valfurva un vero e proprio stabilimento per l'imbottigliamento della akua forta, che veniva esportata anche all’estero.
Durante gli anni che dividono la Prima e la Seconda Guerra Mondiale il turismo termale subisce un forte calo; i padiglioni della fonte, ampliati all'inizio del XX secolo, vengono convertiti in essiccatoi di torba e quindi demoliti nel 1952, dopo aver subito gravi danni. L'akua forta perde prestigio e la sua sorgente si estingue progressivamente nelle falde del sottosuolo.
L'antico nome del paese di Sant'Antonio, Furva o Furvaplana, si estese fino a definire e identificare tutta la vallata. Una singolarità della Valfurva è proprio l'abbandono di alcuni antichi toponimi per assumere il nome del santo titolare della chiesa: infatti, allo stesso modo di Sant'Antonio che perse il nome di Furva, Frodaglio si chiamò San Nicolò, Zordo divenne San Gottardo e Magliavacca (o Magnavacca) diventò Santa Caterina. I piccoli agglomerati di case sparse sulle pendici della Reit, un tempo dette genericamente i Mont, hanno costituito la parrocchia intitolata alla Vergine del Carmine e hanno assunto il nome di Madonna dei Monti. Tutte le contrade della vallata costituivano anticamente la cura di Furva che si distaccò, di fatto nel 1379, dalla chiesa plebana di Bormio, avviando il processo di frazionamento dell'antica pieve. Preziose opere d’arte sono conservate nei piccoli oratori edificati in ogni villaggio, ma, ad essi, i valligiani vollero aggiungere nel XVIII secolo, poco oltre l'imbocco della valle, un santuario intitolato alla Madonna della Misericordia (detta La Madonnina). L'edificio poligonale barocco contiene un'edicola cinquecentesca raffigurante la Vergine che allatta. L'immagine, assai diffusa prima del concilio di Trento conclusosi nel 1563, fu in seguito rappresentata molto raramente.
Una di queste immagini appare sulla facciata della chiesa, opera del pittore valligiano Giovanni Noale. Nelle istituzioni della Communitas Burmii, in particolare nel consiglio “seduto”, la Valfurva, come le altre due valli che confluiscono verso la Terra Mastra di Bormio, aveva due consiglieri dei sedici complessivi. Dopo la fine del dominio grigionese, nel 1797, seguì le sorti del Contado ed entrò a far parte della Lombardia. Nel 1816, dopo una prima divisione della vallata in due distinti comuni, si accorparono tutte le contrade nell'unico comune di Valfurva, come già erano riunite nell'antico regime. Tra le attività economiche, alle tradizionali legate all'agricoltura montana, all'allevamento e a uno scarso commercio per la via del Gavia, nella seconda metà del XIX secolo si affiancarono le prime attività turistiche: l'alpinismo e le cure con le salutari acque ferruginose.
Il Grand Hotel S. Caterina offrì una comoda base ai primi alpinisti, inglesi e tedeschi soprattutto, che scalarono le montagne che coronano la Valfurva, oltreché essere una comoda dimora per le élite che sceglievano le cure con la acque. Il turismo, allora agli albori, diverrà poi il settore economico trainante per l'intera vallata, facendo passare in secondo piano l'attività del calzolaio, migrante stagionale nei paesi dell’Italia settentrionale. Di questa secolare pratica non è rimasto che lo studio del loro caratteristico gergo per i linguisti: al plat di scióbar. All'arrivo della pista Cevedale, a pochi passi da dove sorgeva il vecchio padiglione, c'è oggi un piccolo museo dell'acqua che nella forma ricalca volutamente quello ottocentesco. Al suo interno sorge una fontana con due zampilli per l'akua forta e l'acqua solforosa.

### Simboli
Lo stemma e il gonfalone del comune di Valfurva sono stati concessi con decreto del presidente della Repubblica dell'11 aprile 1955.
Il gonfalone è un drappo partito di verde e d'argento.

## Monumenti e luoghi d'interesse

### Architetture religiose
La località di Teregua ospita la chiesa della Santissima Trinità (XVI secolo), al cui interno si trovano affreschi di Vincenzo de Barberis.

## Società

### Evoluzione demografica
Nel comune di Valfurva, in particolare nella frazione di San Nicolò, risulta la predominanza quasi totale del cognome "Compagnoni".
Al 1º gennaio 2006 la popolazione di Valfurva conta 2 734 abitanti (dati ISTAT).
Abitanti censiti

## Geografia antropica

### Frazioni

#### Santa Caterina Valfurva
Santa Caterina è una nota località turistica. Vi si praticano sport invernali come lo sci nordico e di discesa; i percorsi da fare con le ciaspole o con gli sci sono numerosi e immersi in una vegetazione rigogliosa. Alcuni itinerari possono raggiungere i 3000 metri. Gli abitanti sono circa 250.

#### Madonna dei Monti
Madonna dei Monti (750 abitanti circa) è una frazione e una parrocchia della Valfurva costituita da nove agglomerati distribuiti su una fascia altitudinale compresa fra i 1400 e i 1700 metri, sul solare versante destro orografico della valle, allo sbocco della Val Zebrù. Procedendo dal basso si incontrano, in successione, le case di Paris, Adam, Plazòla, Canareglia, Taulanof,  Nibloch, Noàl, Cadalbert, Fantela e Plazanech, villaggi che mantengono ancor oggi quasi intatte le loro caratteristiche originarie, rivestendo un notevole interesse architettonico ed etnografico.
Madonna dei Monti è una interessante località turistica grazie ai paesaggi e ai rifugi della Val Zebrù.
L'architettura tipica delle antiche dimore di Madonna dei Monti è diversa da quella delle abitazioni di fondovalle, in quanto risente di influenze germaniche. Probabilmente questi centri abitati furono costruiti da popolazioni Walser giunte in queste valli alla ricerca di nuove terre da colonizzare, oppure da gruppi di minatori bavaro-tirolesi impegnati nello sfruttamento delle miniere di ferro della Val Zebrù, sfruttate già dal XII secolo.
Elemento costruttivo principale è il legno, materiale di facile utilizzo e impiegato nelle aree dove vi era abbondanza di boschi. Sul fondovalle, nelle case tradizionali, prevale invece l'uso della muratura in pietrame con una matrice costruttiva che si richiama a quella engadinese. L'influenza delle popolazioni di origine retoromancia è evidente anche se col tempo si è persa la tradizione degli abbellimenti delle facciate.

#### Sant'Antonio
Sant'Antonio (1462 abitanti, comprendendo anche i residenti nelle frazioni limitrofe di San Gottardo, San Nicolò e Teregua, nonché di Santa Caterina) è una frazione della valle, sede di uno dei nuclei originari del paese. Nella frazione sono presenti delle scuole e la chiesetta di Sant'Antonio Abate, dove il 17 gennaio si celebra una festa in suo onore.
Il 10 aprile 1899 l'abitato fu colpito da un incendio che distrusse la quasi totalità delle case presenti, costruite per lo più in legno e posizionate una accanto all'altra. L'espansione dell'incendio fu favorita dal vento; la scarsità d'acqua del Frodolfo del periodo primaverile rese i soccorsi più difficoltosi. Durante l'incendio gli abitanti, nella convinzione che Sant'Antonio potesse fermare le fiamme, portarono nella chiesa a lui dedicata attrezzi agricoli e beni di valore estratti dalle abitazioni, ma l'incendio intaccò anche questo edificio e tutto andò perduto. Il fuoco interessò anche il campanile. Il Corriere della Sera scrisse che morirono tre persone, una donna anziana morta asfissiata, un giovanotto e una bambina. Si salvarono solo cinque edifici, mentre novanta andarono distrutti e stimò i danni in una cifra superiore al mezzo milione di lire dell'epoca.

#### Uzza
Uzza è la frazione di ingresso della valle giungendo da Bormio, qui è presente la chiesa di San Rocco del XV secolo.

## Amministrazione
Dal 2022 il sindaco di Valfurva è Luca Ferdinando Bellotti.